# غشايش (ورزقان)
غشايش هي قرية في مقاطعة ورزقان، إيران. يقدر عدد سكانها بـ 79 نسمة بحسب إحصاء 2016.